# Llista d'interrupcions de Ralf Brown
La llista d'interrupcions de Ralf Brown (també conegut com a RBIL, llista d'interrupcions x86, llista d'interrupcions de MS-DOS o INTER) és una llista completa d'interrupcions, crides, ganxos, interfícies, estructures de dades, paràmetres CMOS, adreces de memòria i ports, així com codis operatius del processador i registres de funcions especials per a màquines x86 des de l'IBM PC de 1981 fins al 2000 (inclosos molts clons), la majoria encara s'aplica als compatibles IBM PC avui en dia.

## Visió general
La llista inclou sistemes operatius, controladors de dispositius i programari d'aplicacions; informació documentada i no documentada, incloent errors, incompatibilitats, deficiències i solucions alternatives, amb informació de versió, localització i data, sovint a un nivell de detall molt més enllà del que es troba a la literatura contemporània. Una gran part cobreix les BIOS del sistema i els elements interns de sistemes operatius com ara DOS, OS/2 i Windows, així com les seves interaccions.
Ha estat un recurs àmpliament utilitzat pels desenvolupadors de sistemes de PC d'IBM, analistes, així com pels programadors d'aplicacions en l'era anterior a Windows. Parts de la informació recopilada s'han utilitzat per i en la creació de diversos llibres sobre programació de sistemes, alguns dels quals també s'han traduït al xinès, japonès i rus. Com a tal, la compilació ha demostrat ser un recurs important per desenvolupar diversos sistemes operatius de codi obert i tancat, inclosos Linux i FreeDOS. Avui encara s'utilitza com a referència a les trucades de la BIOS i per desenvolupar programes per a DOS i altres programaris a nivell de sistema.
El projecte és el resultat de l'esforç de recerca i col·laboració de més de 650 col·laboradors llistats a tot el món durant un període de 15 anys, dels quals uns 290 van proporcionar informació significativa (i uns 55 d'ells fins i tot més d'una vegada). La llista original va ser creada el gener de 1985 per Janet Jack i altres, i, anomenada "Llista d'interrupcions per a MS-DOS", va ser posteriorment mantinguda i enviada per correu als sol·licitants a Usenet per Ross M. Greenberg fins a 1986. Des d'octubre de 1987 el manté Ralf D. Brown, investigador de l'Institut de Tecnologies Lingüístiques de la Universitat Carnegie Mellon. La informació de diverses altres llistes d'interrupcions es va fusionar a la llista per tal d'establir una compilació de referència completa. Amb els anys, Michael A. Shiels, Timothy Patrick Farley, Matthias R. Paul, Robin Douglas Howard Walker, Wolfgang Lierz i Tamura Jones es van convertir en els principals col·laboradors del projecte, proporcionant informació a tota la llista. El projecte també es va ampliar per incloure informació relacionada amb el desenvolupament de PC i, per tant, va absorbir una sèrie de llistes mantingudes de manera independent en ports d'E/S de PC (per Wim Osterholt i Matthias R. Paul), continguts de memòria CMOS de BIOS (per Atley Padgett Peterson), codis operatius del processador (per Alex V. Potemkin) i errors (per Harald Feldmann). Brown i Paul també van realitzar diverses enquestes sistemàtiques sobre detalls específics de hardware i programari entre diversos grups d'usuaris dedicats per tal de validar alguna informació i ajudar a omplir alguns buits a la llista.
Originalment, la llista es distribuïa en un arxiu anomenat INTERRUP en diversos formats de compressió, així com en forma de diffs. El nom del fitxer de distribució es va canviar per incloure una versió en la forma INTERnyy (amb n = número d'emissió i yy = any de llançament de 2 dígits) el 1988. A mitjans de 1989, la distribució es va establir per utilitzar només la compressió ZIP. Quan l'arxiu va assolir la mida d'un 360 KB disquet el juny de 1991, la distribució es va dividir en diversos fitxers després d'un INTERrrp. Esquema de nomenclatura ZIP (amb rr = revisió que comença per 26 per a la versió 91.3, i p = indicador de part del paquet que comença amb la lletra A). Anomenada oficialment "Llista d'interrupcions de MS-DOS" i "Llista d'interrupcions x86" (abreujada com a "INTER") pel seu mantenedor, la comunitat va encunyar el nom no oficial "Llista d'interrupcions de Ralf Brown" (abreujada com a "RBIL") als anys noranta.
La publicació es troba actualment en la revisió 61 del 17 de juliol de 2000 amb gairebé 8 MB de text ASCII que inclou prop de 9.600 entrades més unes 5.400 taules, totalment enllaçades, el que resultaria en més de 3.700 pàgines (a 60 línies per pàgina) d'informació condensada quan s'imprimeix. D'això, la pròpia llista d'interrupcions n'és un 5.5 MB per a més de 2500 pàgines impreses.
Tot i que el projecte no s'abandona oficialment i el lloc web encara es manté el 2003, feia molt de temps que no arribaven nous llançaments, malgrat que la informació encara estava pendent de publicació fins i tot abans del llançament d'INTER61 l'any 2000. Es van planificar nous llançaments en diverses ocasions el 2001 i el 2002, però quan no es van materialitzar, parts de la nova informació sobre Els elements interns de DOS i PC proporcionats per Paul es van distribuir de forma preliminar a la comunitat de desenvolupament per a la revisió per parells i per ajudar en el desenvolupament del sistema operatiu.